# Bergpartei, die "ÜberPartei"

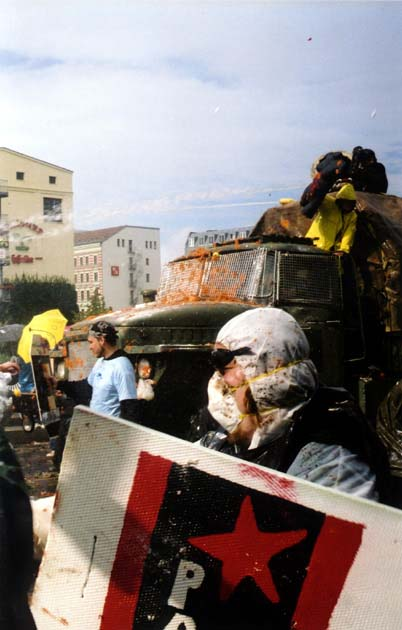
Pelea de vegetales organizada por el partido

Bergpartei, die "ÜberPartei" es partido político en Berlín (Alemania), de ideología anarquista y dadaísta.
Es principalmente conocido por la organización de la celebración de una batalla vegetal entre dos distritos rivales de Berlín  y su participación en el festival audiovisual nodogma.
Fue fundado el 1 de abril de 2011 tras la fusión de dos partidos vinculados al grassroots y al movimiento okupa, el Bergpartei y el Überpartei.
En las elecciones estatales de Berlín de 2011, el partido ganó un 0,9% en el distrito de Friedrichshain-Kreuzberg  y el 0,4% en las elecciones federales, celebradas en 2013, en el mismo distrito. En las Elecciones estatales de Berlín de 2016 obtuvo en este distrito un 0.5%.